# Головнокомандування Вермахту «Південь»
Головнокомандування Вермахту «Південь» (нім. Oberbefehlshaber Süd) — об'єднане стратегічне командування Люфтваффе Третього Рейху під час Другої світової війни на Середземноморському і Африканському театрах дій у 1941–1943 роках, а також напередодні капітуляції Німеччини в Італії.

## Головнокомандувачі
| 2 грудня 1941   | 16 листопада 1943 | генерал-фельдмаршал Альберт Кессельрінг |
| 11 березня 1945 | 2 травня 1945     | генерал-фельдмаршал Альберт Кессельрінг |

## Райони дій
- Середземномор'я (2 грудня 1941 — 16 листопада 1943);
- Північна Італія, Південна Німеччина (11 березня — 2 травня 1945).